# Aguayo

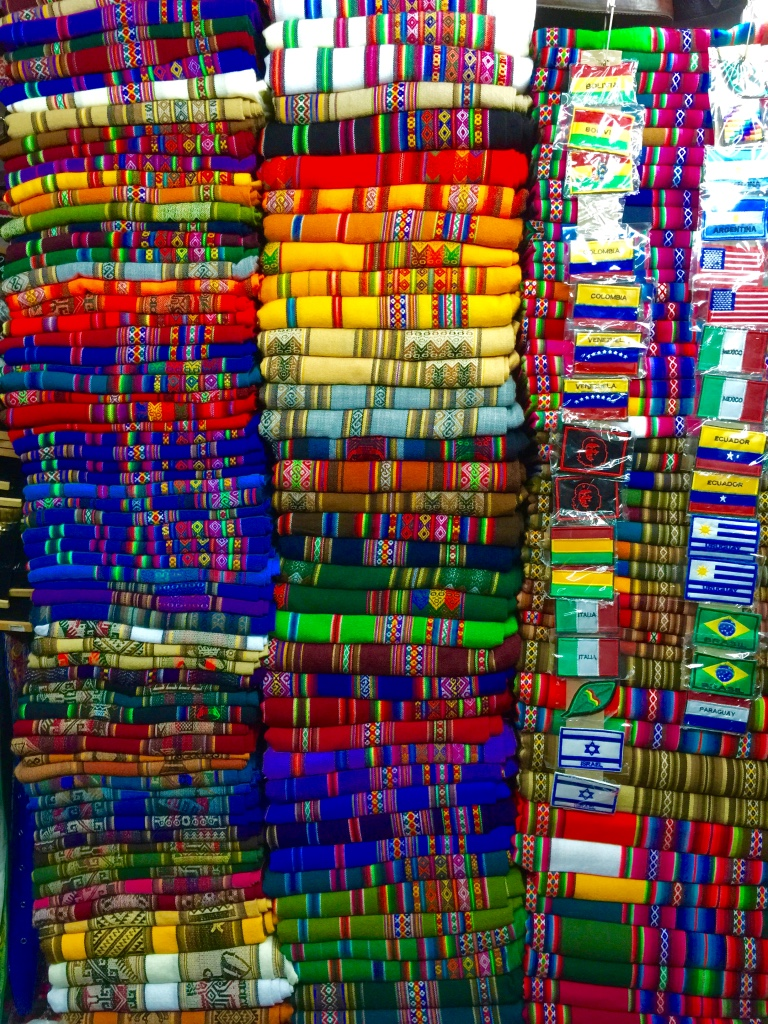
Aguayos a la venta en La Paz, Bolivia.

Un aguayo es un tejido con el que elaboran prendas rectangulares (q'epis y llicllas) usada en Argentina, Bolivia, Perú y Chile como mochila, abrigo o adorno, particularmente por mujeres de ascendencia indígena. Se la considera un símbolo de la identidad aimara y, por extensión, sudamericana.
Aunque es originaria del altiplano, su uso se ha extendido a zonas bajas como Lima y Santa Cruz de la Sierra y por la inmigración de habitantes del altiplano andino. Por lo general los aguayos son muy coloridos con franjas de colores que se alternan y con franjas con figuras simples.
En el Idioma aimara que se habla en el Lago Titicaca (Perú y Bolivia) la tela se llama awayo o llijlla.

## Características
El aguayo se teje a base de lana de llama, oveja o de alpaca y se lo tiñe con tintes naturales. Para que una tela sea considerada un aguayo es fundamental la contraposición de matices entre una y otra raya, y la alternancia de distintos grosores.
Estudios semánticos, que implicaron la revisión de antiguas fuentes históricas, como también la recolección de testimonios orales entre los urus-chipayas y los aimaras del lago Titicaca, demostraron que esa situación de contraste óptico lo extrae el nativo de un pájaro que habita la zona, denominado localmente allqamari, ( allka en aimara significa bicolor ) de definida coloración blanca y negra.

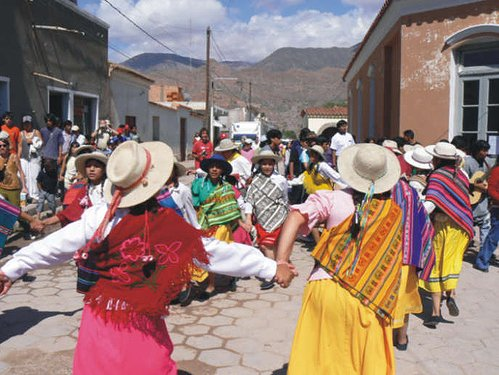
Mujeres con aguayos bailando un carnavalito en Tilcara.

Las telas a rayas del tipo aguayo son aplicadas a distintas labores antiguas y actuales: uncus, talegas, costales, axsus (prendas femeninas que cubren la espalda), chuspas, etcétera.
Cuando un sector de la tela permanece liso, se lo denomina “pampa” y las rayas pueden comprimirse hacia ambos extremos.
Como queda establecido a partir de los colores del ave “allgamari”, un aguayo puede ser simplemente blanco y negro o de tonos naturales tenues.
El cambio de las costumbres llevó a teñir los aguayos de estridentes tintes, que son el placer de los nativos y también de los turistas y que sirven para destacarse en el paisaje terroso de Los Andes.
El aguayo ha alcanzado amplia dispersión en Perú, Ecuador, Chile y el noroeste Argentino.
La antropóloga chilena Verónica Cereceda, especialista en el estudios de textiles,  citada en una revista humahuaqueña (1991) dice:

El aguayo es la cuna de los indígenas, los bebés se llevan en el aguayo, es también símbolo del esfuerzo y del trabajo, el fruto del trabajo y de la tierra. Extendido sobre la Madre Tierra ―que tan hermosamente evoca el rostro y el corazón materno de Dios― el aguayo es también la mesa en torno a la cual se sienta la familia o la comunidad. El aguayo sintetiza y simboliza toda la vida del pueblo. Al celebrar la Eucaristía sobre el aguayo estamos proclamando la profunda relación que tiene que haber entre la vida y la eucaristía.
Victoria Cereceda

Es de destacar tanto las funciones antiguas y tradicionales del aguayo (portar carga, o un niño a la espalda, extenderse sobre la tierra para ofrendar a la Pachamama), como las nuevas (ser usado de mantel en el altar o como parte de la vestimenta del sacerdote católico). Varias congregaciones católicas lo han incorporado dentro de la liturgia de la misa.